# 浄法寺氏
浄法寺氏（じょうほうじし）は、日本の氏族。

## 出自
浄法寺氏の本姓は平姓畠山氏、元久2年（1205年）6月、畠山重忠とその子重保・重秀等は事に座して誅されたが、三男・重慶は難を逃れて、鎌倉浄法寺にて出家したのち奥州に下り還俗して、二戸郡安比川川谷の中心部（岩手県二戸市）に住み着いたのが始まりと伝える（『奥南旧指録』）。

## 歴史
戦国期に安比川流域で屈指の大豪族となり、松岡、太田、駒ヶ嶺、大森氏などの諸氏がこの一族という。
浄法寺重安は、天正19年（1591年）9月、九戸政実の乱において九戸城攻略の先鋒として活躍し乱後には5,000石となる。また盛岡城構築のさいにも奉行並5人衆として参加した。
慶長6年（1601年）岩崎一揆において岩崎陣に参加した際、重安の嫡男重好は岩崎城代として前線警備の責任者であったが、南部勢が冬が迫っていたため春まで主力を撤収したあとに、密かに浄法寺に帰り春に再征したことが発覚し、その怠慢の罪を問われて廃家没収されて家系も断絶となった。

## 庶家

### 松岡氏
浄法寺松岡村（二戸市浄法寺町松岡）を領し、松岡館の郷村の在名を氏として分立した。浄法寺家没収後も南部家に従属していた。

### 太田氏
浄法寺太田村を領し、太田館の郷村の在名を氏として分立した。

### 西舘氏
浄法寺西舘に居て氏とする。

### 駒嶺氏
浄法寺駒嶺村に住して氏とする。

### 大森氏
浄法寺松岡氏分族にて、二戸郡大森村に住す。